# Wiszniewaja Polana
Wiszniewaja Polana (ros. Вишневая Поляна) – wieś (dieriewnia) w Rosji, w Tatarstanie, w rejonie nurłackim. W 2021 liczyła 354 mieszkańców, głównie Czuwaszy.